# USS Schmitt (DE-676)
USS Schmitt (DE-676/APD-76) là một tàu hộ tống khu trục lớp Buckley được Hải quân Hoa Kỳ chế tạo trong Chiến tranh Thế giới thứ hai. Tên nó được đặt theo Trung úy Hải quân Aloysius H. Schmitt (1909-1941), linh mục tuyên úy Công giáo từng phục vụ trên thiết giáp hạm Oklahoma (BB-37) và đã tử trận trong cuộc tấn công Trân Châu Cảng ngày 7 tháng 12, 1941, trở thành vị tuyên úy đầu tiên thuộc bất kỳ tôn giáo nào tử trận trong Thế Chiến II; cha Schmitt được truy tặng Huân chương Ngôi sao Bạc. Nó đã phục vụ trong chiến tranh cho đến năm 1945, khi được cải biến thành một tàu vận chuyển cao tốc mang ký hiệu lườn APD-76, và tiếp tục phục vụ cho đến khi chiến tranh kết thúc; nó và bị tháo dỡ năm 1965. Con tàu xuất biên chế năm 1949, rồi được chuyển cho Đài Loan năm 1968 và tiếp tục phục vụ cùng Hải quân Trung Hoa dân quốc như là chiếc ROCS Lung Shan (DE-44) cho đến khi ngừng hoạt động và bị tháo dỡ năm 1976. Schmitt được tặng thưởng một Ngôi sao Chiến trận do thành tích phục vụ trong Thế Chiến II.

## Thiết kế và chế tạo
Những chiếc thuộc lớp tàu hộ tống khu trục Buckley có chiều dài chung 306 ft (93 m), mạn tàu rộng 37 ft 1 in (11,30 m) và độ sâu mớn nước khi đầy tải là 11 ft 3 in (3,43 m). Chúng có trọng lượng choán nước tiêu chuẩn 1.400 tấn Anh (1.400 t); và lên đến 1.740 tấn Anh (1.770 t) khi đầy tải. Hệ thống động lực bao gồm hai turbine hơi nước General Electric công suất 13.500 mã lực (10.100 kW), dẫn động hai máy phát điện công suất 9.200 kilôwatt (12.300 hp) để vận hành hai trục chân vịt;  công suất 12.000 hp (8.900 kW) cho phép đạt được tốc độ tối đa 23 kn (26 mph; 43 km/h), và có dự trữ hành trình 6.000 nmi (6.900 mi; 11.000 km) khi di chuyển ở vận tốc đường trường 12 kn (14 mph; 22 km/h).
Vũ khí trang bị bao gồm ba pháo 3 in (76 mm)/50 cal trên tháp pháo nòng đơn có thể đối hạm hoặc phòng không, một khẩu đội 1,1 inch/75 caliber bốn nòng và tám pháo phòng không Oerlikon 20 mm. Vũ khí chống ngầm bao gồm một dàn súng cối chống tàu ngầm Hedgehog Mk. 10 (có 24 nòng và mang theo 144 quả đạn); hai đường ray Mk. 9 và tám máy phóng K3 Mk. 6 để thả mìn sâu. Khác biệt đáng kể so với lớp Evarts dẫn trước là chúng có thêm ba ống phóng ngư lôi Mark 15 21 inch (533 mm). Thủy thủ đoàn đầy đủ bao gồm 186 sĩ quan và thủy thủ.
Schmitt được đặt lườn tại xưởng tàu Fore River Shipyard của hãng Bethlehem Shipbuilding Company tại Quincy, Massachusetts vào ngày 22 tháng 2, 1943. Nó được hạ thủy vào ngày 29 tháng 5, 1943; được đỡ đầu bởi bà Elizabeth Buchheit, và nhập biên chế vào ngày 24 tháng 7, 1943 dưới quyền chỉ huy của Hạm trưởng, Thiếu tá Hải quân Thomas Donald Cunningham.

## Lịch sử hoạt động

### Mặt trận Đại Tây Dương
Sau khi hoàn tất chuyến đi chạy thử máy huấn luyện tại khu vực Bermuda và sửa chữa sau chạy thử máy tại New York, Schmitt khởi hành từ New York vào ngày 19 tháng 10, 1943 để hộ tống một đoàn tàu vận tải đi sang đảo Curaçao tại Tây Ấn thuộc Hà Lan. Từ đây nó hộ tống một đoàn tàu vận tải vượt Đại Tây Dương, hướng đến Londonderry, Bắc Ireland. Từ đó cho đến ngày 30 tháng 9, 1944, con tàu đã hoàn tất tám chuyến đi hộ tống vận tải khứ hồi trên tuyến đường New York-Londonderry mà không gặp sự cố gì. Trong giai đoạn giữa các chuyến đi nó thực hành huấn luyện chống tàu ngầm tại Londonderry hay tại Casco Bay, Maine, và được sửa chữa những hư hại thường phải chịu đựng khi hoạt động tại vùng biển Bắc Đại Tây Dương với thời tiết khắc nghiệt.
Từ ngày 21 tháng 10, Schmitt thực hiện một chuyến đi hộ tống vận tải xuất phát từ Norfolk, Virginia để đi sang Bizerte, Tunisia và các cảng Bắc Phi khác, rồi quay trở về New York vào ngày 10 tháng 12. Từ ngày 16 tháng 12 đến ngày 19 tháng 1, 1945, nó phục vụ như tàu huấn luyện cho tàu ngầm ngoài khơi New London, Connecticut, và đến ngày 20 tháng 1 đã đi đến Căn cứ Tiền phương Hải quân Hoa Kỳ tại Tompkinsville, Staten Island, New York để cải biến thành một tàu vận chuyển cao tốc lớp Charles Lawrence. Con tàu được xếp lại lớp với ký hiệu lườn mới APD-76 vào ngày 24 tháng 1, 1945.

### Mặt trận Thái Bình Dương

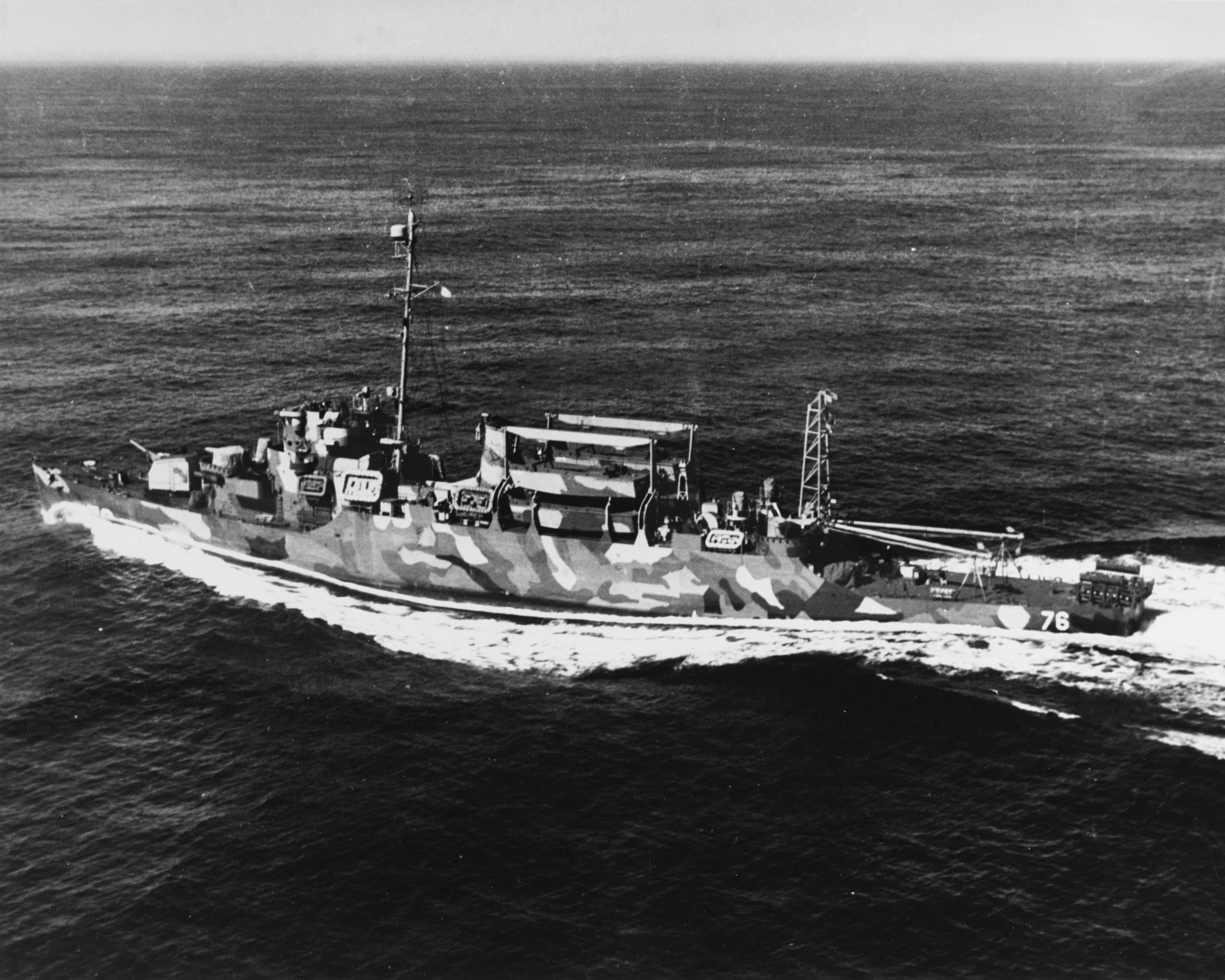
USS Schmitt trong cấu hình tàu vận chuyển cao tốc, đang di chuyển tại Đại Tây Dương, ngày 9 tháng 4, 1945.

Hoàn tất công việc cải biến vào ngày 3 tháng 4, 1945, Schmitt tiến hành chạy thử máy ngoài khơi Norfolk, trước khi khởi hành từ Hampton Roads vào ngày 19 tháng 4 để đi sang khu vực Thái Bình Dương. Đi đến Trân Châu Cảng vào ngày 16 tháng 5, nó đón lên tàu một đội phá hoại dưới nước (UDT: Underwater Demolition Team) để tiến hành huấn luyện phối hợp trong sáu ngày tại khu vực ngoài khơi Maui. Con tàu lên đường hướng sang khu vực Tây Nam Thái Bình Dương vào ngày 4 tháng 6.
Đi đến ngoài khơi Balikpapan, Borneo vào ngày 23 tháng 6, Schmitt hộ tống cho một lực lượng hỗ trợ hỏa lực bao gồm các tàu tuần dương và tàu khu trục khi chúng bắn phá các mục tiêu trên bờ từ ngày 23 đến ngày 28 tháng 6. Đội UDT của nó tiến hành các đợt trinh sát ban đêm trong các ngày 25 và 28 tháng 6, và đến ngày 1 tháng 7, xuồng của nó do nhân sự thuộc đội UDT vận hành dẫn đầu các đợt đổ bộ lên bãi biển. Sau khi hoàn thành nhiệm vụ con tàu rời khu vực Balikpapan vào ngày 3 tháng 7 để quay trở về Hoa Kỳ, tiễn đội UDT rời tàu tại Oceanside, California vào ngày 2 tháng 8. Đang khi con tàu được sửa chữa tại San Pedro, California từ ngày 4 đến ngày 18 tháng 8, Nhật Bản đã chấp nhận đầu hàng vào ngày 15 tháng 8 giúp kết thúc cuộc xung đột.

### Sau chiến tranh
Sau khi đón đội UDT trở lại tàu, Schmitt khởi hành từ San Pedro vào ngày 19 tháng 8 để trở lại Viễn Đông. Đi đến Sasebo, Nhật Bản vào ngày 20 tháng 9, đội UDT trinh sát bãi đổ bộ trong bốn ngày trước khi chuyển sang hoạt động tại các đảo lân cận thêm hai ngày nữa. Nó rời vùng biển Nhật Bản vào ngày 27 tháng 9, và về đến San Diego vào ngày 19 tháng 10. Con tàu thực hiện một chuyến đi khứ hồi đến Trân Châu Cảng từ ngày 17 đến ngày 30 tháng 11, vận chuyển những cựu chiến binh hồi hương, rồi tiếp tục hành trình băng qua kênh đào Panama để đi sang vùng bờ Đông, gia nhập Hạm đội Đại Tây Dương tại Norfolk vào ngày 16 tháng 12.
Trong những năm tiếp theo, Schmitt hoạt động huấn luyện và bảo trì trong thời bình dọc theo vùng bờ Đông, tiến hành huấn luyện ôn tập và thực hành bắn phá bờ biển tại vùng biển Caribe và thực tập đổ bộ tại khu vực Newfoundland. Từ ngày 12 tháng 6 đến ngày 7 tháng 7, 1948, nó hộ tống bốn tàu buồm của Học viện Hải quân Hoa Kỳ trong một cuộc đua từ Newport, Rhode Island đến Bermuda. Con tàu đi đến Charleston, South Carolina vào ngày 16 tháng 4, 1949 để chuẩn bị ngừng hoạt động. Nó được cho xuất biên chế vào ngày 28 tháng 6, 1949 và được đưa về Hạm đội Dự bị Đại Tây Dương.

### ROCSLung Shan(PF-44)
Schmitt được cho rút tên khỏi danh sách Đăng bạ Hải quân vào ngày 1 tháng 5, 1967, và con tàu được chuyển giao cho Đài Loan vào tháng 2, 1969. Nó tiếp tục phục vụ cùng Hải quân Trung Hoa dân quốc như là chiếc ROCS Lung Shan (PF-44), cho đến khi ngừng hoạt động và bị tháo dỡ vào năm 1976.

## Phần thưởng
Schmitt được tặng thưởng một Ngôi sao Chiến trận do thành tích phục vụ trong Thế Chiến II.
|             |  |  |
| Bronze star |  |  |

| Huân chương Chiến dịch Hoa Kỳ                                           |                                      |                                                |
| Huân chương Chiến dịch Châu Á-Thái Bình Dương với 1 Ngôi sao Chiến trận | Huân chương Chiến thắng Thế Chiến II | Huân chương Giải phóng Philippine (Philippine) |